# Eva Holtmann
Eva Holtmann (* 1974 als Eva Poetsch) ist eine deutsche Filmproduzentin.

## Leben
Eva Holtmann studierte bis 1999 Produktion an der Hochschule für Fernsehen und Film München. Danach war sie Redakteurin bei RTL in Köln. Ab 2005 war sie bei Universum Film in der Akquisition und kam 2007 zur Dor Film, zunächst in Wien und ab 2009 als Produzentin und Geschäftsführerin in Köln. Seit 2016 ist sie bei der Produktionsfirma Bantry Bay in Köln.Seit 2023 arbeitet sie bei BBC Studios Germany als Head of Fiction.

## Filmografie (Auswahl)
- 2004: Männer wie wir
- 2006: Dieter – Der Film
- 2008: Der schwarze Löwe
- 2010: Vier Frauen und ein Todesfall (Fernsehserie, 3 Folgen)
- 2011: Buschpiloten küsst man nicht
- 2013: Kückückskind
- 2016: Kästner und der kleine Dienstag
- 2017: Wendy – Der Film
- 2017: Zarah – Wilde Jahre (Fernsehserie)
- 2018: Wendy 2 – Freundschaft für immer
- 2019: Meine Mutter spielt verrückt
- 2020: Meine Mutter traut sich was
- 2020: Meine Mutter will ein Enkelkind
- 2020: Sekretärinnen – Überleben von 9 bis 5 (Fernsehserie)
- 2021: Meine Mutter und plötzlich auch mein Vater
- 2022: Meine Mutter gibt es doppelt
- 2022: Meine Mutter raubt die Braut
- 2022: Eingeschlossene Gesellschaft
- 2024: So weit kommt’s noch! (Fernsehfilm)
- 2025: Ghosts (Fernsehserie)